# Große Moschee (Medgidia)

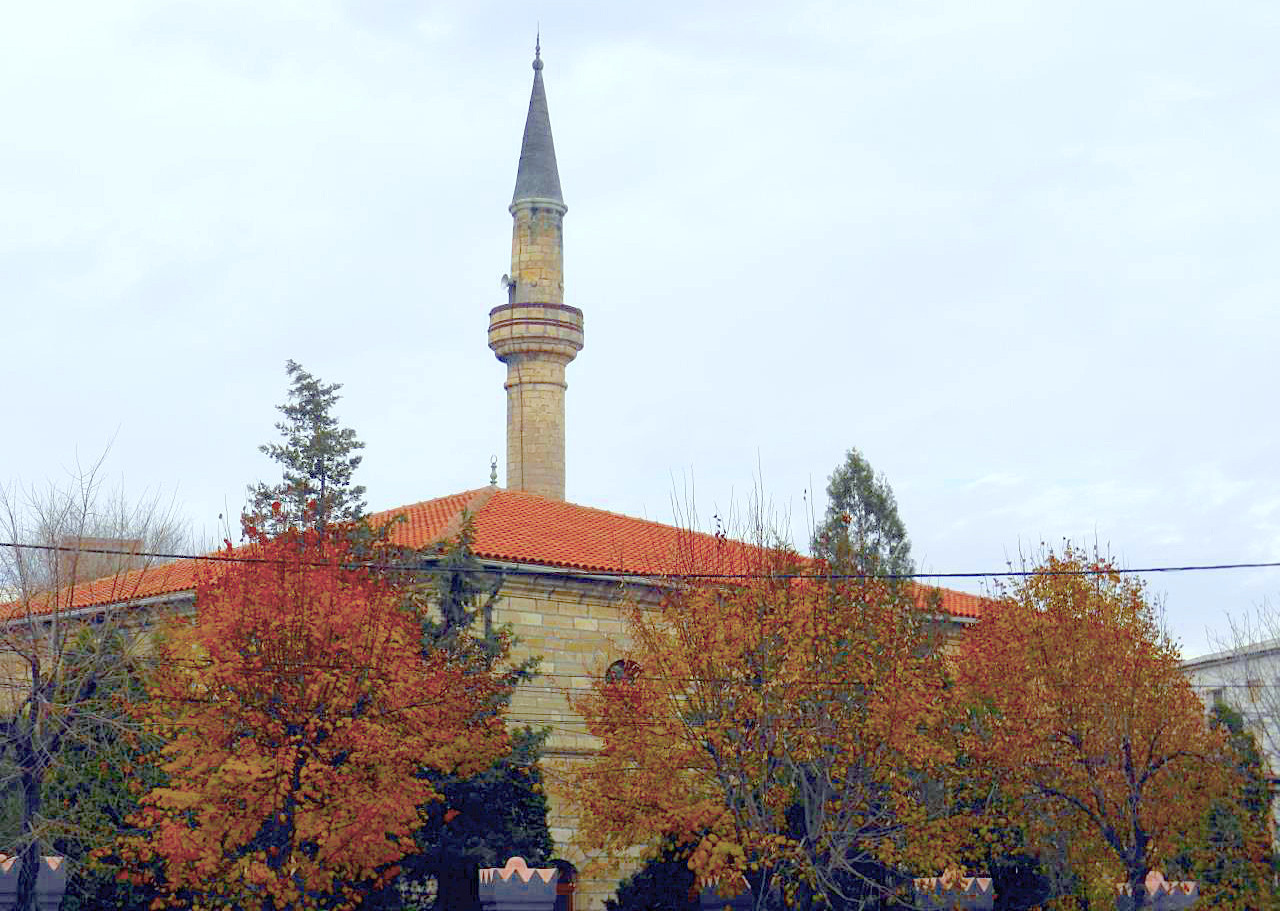
Große Moschee von Medgidia

Die Abdul-Medgid-Moschee (auch Große Moschee, rumänisch Geamia Abdul Medgid oder Moscheea Mare) ist ein islamisches Gotteshaus und ein denkmalgeschütztes Gebäude in Medgidia, im Kreis Constanța, in Rumänien.

## Beschreibung
Die Abdul-Medgid-Moschee wurde zwischen 1857 und 1865 im Auftrag der osmanischen Regierung in Medgidia gebaut. Wie die Stadt selbst ist sie nach dem Sultan Abdülmecid I. benannt. Das 25 Meter hohe Minarett steht an der Nordwestwand des Gebäudes und besitzt ein konisches Dach. Im Inneren des Bauwerks findet sich reiche Ornamentik in neoklassischem osmanischen Stil, die Treppenaufgänge sind mit Linden- und Zedernholz verkleidet. 
Die Moschee ist das älteste Gebäude der Stadt und eines der beiden islamischen Gotteshäuser in Medgidia. Das Gebäude, das sich in der Straße Decebal Nr. 20 befindet, ist unter dem Code LMI CT-II-mA-02904 in die Liste der historischen Denkmäler von Constanța eingetragen.